# IBM Composer
IBM Composer är en sättmaskin från IBM. Maskinen bygger på IBM-skrivmaskinens roterande och i sidled gående typkula. Själva skrivenheten kunde styras från en separat skrivmaskin där, samtidigt som ett korrektur skrevs ut, impulser spelades in på ett magnetband. Genom speciella kodbeteckningar på raderna i korrekturet kunde man skriva ut korrigeringar på ett nytt band. De båda banden placerades i composern som automatiskt läste in raderna från original- och korrigeringsband. Maskinen kom med inbyggd dator för att bland annat kunna hantera jämna rader utan avstavningar.
En mer utvecklad modell var IBM Composer Selectric